# Розґарти (Торунський повіт)
Розґарти (пол. Rozgarty) — село в Польщі, у гміні Злавесь-Велика Торунського повіту Куявсько-Поморського воєводства.
Населення — 1122 особи (2011).
У 1975-1998 роках село належало до Торунського воєводства.

## Демографія
Демографічна структура станом на 31 березня 2011 року:
|          | Загалом | Допрацездатний вік | Працездатний вік | Постпрацездатний вік |
| -------- | ------- | ------------------ | ---------------- | -------------------- |
| Чоловіки | 547     | 159                | 346              | 42                   |
| Жінки    | 575     | 152                | 349              | 74                   |
| Разом    | 1122    | 311                | 695              | 116                  |